# 500 kilomètres de Dijon FIA GT 1998
Les 500 kilomètres de Dijon 1998 FIA GT, disputées le 12 juillet 1998 sur le circuit de Dijon-Prenois, et la quatrième manche du championnat FIA GT 1998.

## Course

### Classement de la course
Classement à l'issue de la course (vainqueurs de catégorie en gras), :
| Pos.   | Catégorie | N° | Écurie                                 | Pilotes                                     | Châssis                     | Pneus | Tours |
| Pos.   | Catégorie | N° | Écurie                                 | Pilotes                                     | Moteur                      | Pneus | Tours |
| ------ | --------- | -- | -------------------------------------- | ------------------------------------------- | --------------------------- | ----- | ----- |
| 1      | GT1       | 2  | AMG Mercedes                           | Klaus Ludwig Ricardo Zonta                  | Mercedes-Benz CLK LM        | B     | 132   |
| 1      | GT1       | 2  | AMG Mercedes                           | Klaus Ludwig Ricardo Zonta                  | Mercedes-Benz M119 6.0L V8  | B     | 132   |
| 2      | GT1       | 7  | Porsche AG                             | Yannick Dalmas Allan McNish                 | Porsche 911 GT1-98          | M     | 132   |
| 2      | GT1       | 7  | Porsche AG                             | Yannick Dalmas Allan McNish                 | Porsche 3.2L Turbo Flat-6   | M     | 132   |
| 3      | GT1       | 3  | DAMS                                   | Éric Bernard David Brabham                  | Panoz GTR-1                 | M     | 130   |
| 3      | GT1       | 3  | DAMS                                   | Éric Bernard David Brabham                  | Ford (Roush) 6.0L V8        | M     | 130   |
| 4      | GT1       | 11 | Team Persson Motorsport                | Christophe Bouchut Bernd Mayländer          | Mercedes-Benz CLK GTR       | B     | 130   |
| 4      | GT1       | 11 | Team Persson Motorsport                | Christophe Bouchut Bernd Mayländer          | Mercedes-Benz M120 6.0L V12 | B     | 130   |
| 5      | GT1       | 12 | Team Persson Motorsport                | Jean-Marc Gounon Marcel Tiemann             | Mercedes-Benz CLK GTR       | B     | 129   |
| 5      | GT1       | 12 | Team Persson Motorsport                | Jean-Marc Gounon Marcel Tiemann             | Mercedes-Benz M120 6.0L V12 | B     | 129   |
| 6      | GT1       | 6  | Zakspeed Racing                        | Michael Bartels Armin Hahne                 | Porsche 911 GT1-98          | P     | 129   |
| 6      | GT1       | 6  | Zakspeed Racing                        | Michael Bartels Armin Hahne                 | Porsche 3.2L Turbo Flat-6   | P     | 129   |
| 7      | GT1       | 5  | Zakspeed Racing                        | Alexander Grau Andreas Scheld               | Porsche 911 GT1-98          | P     | 128   |
| 7      | GT1       | 5  | Zakspeed Racing                        | Alexander Grau Andreas Scheld               | Porsche 3.2L Turbo Flat-6   | P     | 128   |
| 8      | GT1       | 17 | Larbre Compétition                     | Bob Wollek Carl Rosenblad Patrice Goueslard | Porsche 911 GT1 Evo         | M     | 124   |
| 8      | GT1       | 17 | Larbre Compétition                     | Bob Wollek Carl Rosenblad Patrice Goueslard | Porsche 3.2L Turbo Flat-6   | M     | 124   |
| 9      | GT2       | 51 | Viper Team Oreca                       | Olivier Beretta Pedro Lamy                  | Chrysler Viper GTS-R        | M     | 120   |
| 9      | GT2       | 51 | Viper Team Oreca                       | Olivier Beretta Pedro Lamy                  | Chrysler 8.0L V10           | M     | 120   |
| 10     | GT2       | 52 | Viper Team Oreca                       | Karl Wendlinger David Donohue               | Chrysler Viper GTS-R        | M     | 119   |
| 10     | GT2       | 52 | Viper Team Oreca                       | Karl Wendlinger David Donohue               | Chrysler 8.0L V10           | M     | 119   |
| 11     | GT1       | 1  | AMG Mercedes                           | Bernd Schneider Mark Webber                 | Mercedes-Benz CLK LM        | B     | 116   |
| 11     | GT1       | 1  | AMG Mercedes                           | Bernd Schneider Mark Webber                 | Mercedes-Benz M119 6.0L V8  | B     | 116   |
| 12     | GT2       | 77 | Sonauto Levallois                      | Jean-Pierre Jarier François Lafon           | Porsche 911 GT2             | P     | 115   |
| 12     | GT2       | 77 | Sonauto Levallois                      | Jean-Pierre Jarier François Lafon           | Porsche 3.6L Turbo Flat-6   | P     | 115   |
| 13     | GT2       | 66 | Konrad Motorsport                      | Stéphane Sallaz Franz Konrad                | Porsche 911 GT2             | D     | 114   |
| 13     | GT2       | 66 | Konrad Motorsport                      | Stéphane Sallaz Franz Konrad                | Porsche 3.6L Turbo Flat-6   | D     | 114   |
| 14     | GT2       | 57 | Roock Racing                           | Sascha Maassen Bruno Eichmann               | Porsche 911 GT2             | Y     | 114   |
| 14     | GT2       | 57 | Roock Racing                           | Sascha Maassen Bruno Eichmann               | Porsche 3.6L Turbo Flat-6   | Y     | 114   |
| 15     | GT2       | 63 | Krauss Race Sports International       | Michael Trunk Bernhard Müller               | Porsche 911 GT2             | D     | 113   |
| 15     | GT2       | 63 | Krauss Race Sports International       | Michael Trunk Bernhard Müller               | Porsche 3.6L Turbo Flat-6   | D     | 113   |
| 16     | GT2       | 56 | Roock Racing                           | Claudia Hürtgen Emmanuel Collard            | Porsche 911 GT2             | Y     | 112   |
| 16     | GT2       | 56 | Roock Racing                           | Claudia Hürtgen Emmanuel Collard            | Porsche 3.6L Turbo Flat-6   | Y     | 112   |
| 17     | GT2       | 96 | Proton Competition                     | Horst Felbermayr, Sr. Horst Felbermayr, Jr. | Porsche 911 GT2             | P     | 111   |
| 17     | GT2       | 96 | Proton Competition                     | Horst Felbermayr, Sr. Horst Felbermayr, Jr. | Porsche 3.6L Turbo Flat-6   | P     | 111   |
| 18     | GT2       | 62 | Stadler Motorsport                     | Axel Röhr Uwe Sick                          | Porsche 911 GT2             | P     | 111   |
| 18     | GT2       | 62 | Stadler Motorsport                     | Axel Röhr Uwe Sick                          | Porsche 3.6L Turbo Flat-6   | P     | 111   |
| 19     | GT2       | 58 | Roock Sportsystem                      | André Ahrlé Ratanakul Prutirat              | Porsche 911 GT2             | Y     | 109   |
| 19     | GT2       | 58 | Roock Sportsystem                      | André Ahrlé Ratanakul Prutirat              | Porsche 3.6L Turbo Flat-6   | Y     | 109   |
| 20     | GT2       | 53 | Chamberlain Engineering                | Ni Amorim Gary Ayles                        | Chrysler Viper GTS-R        | D     | 107   |
| 20     | GT2       | 53 | Chamberlain Engineering                | Ni Amorim Gary Ayles                        | Chrysler 8.0L V10           | D     | 107   |
| 21     | GT2       | 69 | Proton Competition                     | Gerold Ried Patrick Vuillaume               | Porsche 911 GT2             | P     | 107   |
| 21     | GT2       | 69 | Proton Competition                     | Gerold Ried Patrick Vuillaume               | Porsche 3.6L Turbo Flat-6   | P     | 107   |
| 22     | GT2       | 61 | Elf Haberthur Racing                   | Eric Graham Hervé Poulain David Smadja      | Porsche 911 GT2             | G     | 106   |
| 22     | GT2       | 61 | Elf Haberthur Racing                   | Eric Graham Hervé Poulain David Smadja      | Porsche 3.6L Turbo Flat-6   | G     | 106   |
| 23     | GT1       | 27 | Parabolica Motorsports BBA Compétition | Jean-Luc Maury-Laribière Patrick Caternet   | McLaren F1 GTR              | D     | 106   |
| 23     | GT1       | 27 | Parabolica Motorsports BBA Compétition | Jean-Luc Maury-Laribière Patrick Caternet   | BMW S70 6.1L V12            | D     | 106   |
| 24     | GT2       | 60 | Elf Haberthur Racing                   | Michel Neugarten Gerd Ruch Marco Spinelli   | Porsche 911 GT2             | G     | 106   |
| 24     | GT2       | 60 | Elf Haberthur Racing                   | Michel Neugarten Gerd Ruch Marco Spinelli   | Porsche 3.6L Turbo Flat-6   | G     | 106   |
| 25     | GT1       | 8  | Porsche AG                             | Uwe Alzen Jörg Müller                       | Porsche 911 GT1-98          | M     | 96    |
| 25     | GT1       | 8  | Porsche AG                             | Uwe Alzen Jörg Müller                       | Porsche 3.2L Turbo Flat-6   | M     | 96    |
| 26     | GT2       | 65 | Konrad Motorsport                      | Martin Stretton Toni Seiler                 | Porsche 911 GT2             | D     | 92    |
| 26     | GT2       | 65 | Konrad Motorsport                      | Martin Stretton Toni Seiler                 | Porsche 3.6L Turbo Flat-6   | D     | 92    |
| 27 DNF | GT2       | 70 | Marcos Racing International            | Christian Vann Harald Becker Cor Euser      | Marcos LM600                | D     | 76    |
| 27 DNF | GT2       | 70 | Marcos Racing International            | Christian Vann Harald Becker Cor Euser      | Chevrolet 5.9L V8           | D     | 76    |
| 28 DNF | GT2       | 76 | Seikel Motorsport                      | Bernard Schwach Peter Seikel Fred Rosterg   | Porsche 911 GT2             | P     | 3     |
| 28 DNF | GT2       | 76 | Seikel Motorsport                      | Bernard Schwach Peter Seikel Fred Rosterg   | Porsche 3.6L Turbo Flat-6   | P     | 3     |